# 居赖
居赖，是匈牙利索博尔奇-索特马尔-贝拉格州所辖的一个村。总面积15.87平方公里，总人口1229，人口密度77.4人/平方公里（2011年1月1日）。